# Себби (король Эссекса)
Себби (англ. Sæbbi) — король Эссекса (664—694).
Себби был сыном Сексреда. Он стал королём в 694 году и соправительствовал Сигхеру, который отрекся от христианства и стал врагом для Себби. Мерсия поддерживала Себби в его противостоянии с Сигхером. В 683 году Сигхер бежал из страны, но в 687 году вернулся и примирился с Себби. Вместе они пошли войной на Кент, где Сигхер стал королём. В 694 году Себби отрекся в пользу своих сыновей Свефреда и Сигехерда и умер в монастыре 29 августа 694 года.